# Любин, Зигмунд
Зи́гмунд Лю́бин (20 апреля 1851, Бреслау — 10 сентября 1923, Атлантик-Сити) — режиссёр эпохи немого кино.

## Биография
Зигмунд Любин родился в Бреслау, в состоятельной еврейской семье; его отец был офтальмологом. В 1882 году женился на Анни Абрамс. Является дядей Эдны Люби. В 1898 году у него был дебют в кино. Продюсером стал в 1903 году. Режиссёром — в 1897 году. Умер в Атлантик-Сити.

## Фильмография

### В качестве продюсера
За всю жизнь Зигмунд Любин был продюсером 1948 фильмов.
- Плакат Вашингтона (1897)
- Вид на остров Лиги (1898)
- Упразднение Гранд Момумента (1899)
- Вид на Галверстон с военного флота (1900)
- Clowns Spinning Hats (1900)
- Feeding Sea Lions (1900)
- Злоключения фотографа (1901)
- An Affair of Honor (1901)
- Boxing in Barrels (1901)
- Панорама Вудсайда (1902)
- Парусники в Атлантик - Сити (1903)
- Потерялся ребёнок (1904)
- Месть бродяги (1905)
- Страшная детективная история (1906)
- Когда женщина голосует (1907)
- Мальчик (1908)
- После выпускного бала (1909)
- Безбожный (1910)
- Искусство и наследственность (1911)
- Жемчужное дело (1912)
- Когда мир задрожал (1913)
- Лев и мышь (1914)
- Фауст (фильм, 1915) (1915)
- Работящая девушка (1916)

### В качестве режиссёра
- Новая драка подушками (1897)
- Хижина дяди Тома (фильм, 1903) (1903)
- Большое ограбление поезда (1904)
- Страшная детективная история (1906)
- Мальчик (1908)

### В качестве актёра
- Страстная игра (фильм) (1898)
- Хижина дяди Тома (фильм, 1903) (1903)